# Choć goni nas czas
Choć goni nas czas (ang. The Bucket List) – amerykański film z 2007 roku wyreżyserowany przez Roba Reinera. Główne role w filmie zagrali Jack Nicholson, Morgan Freeman, Sean Hayes, Beverly Todd i Rob Morrow. Film opowiada historię dwóch nieuleczalnie chorych mężczyzn (Nicholson i Freeman) podróżujących z listą rzeczy które chcą zrobić przed śmiercią.

## Główne role
- Jack Nicholson – Edward
- Morgan Freeman – Carter
- Sean Hayes – Thomas
- Beverly Todd – Virginia
- Rob Morrow – Dr Hollins
- Alfonso Freeman – Roger
- Rowena King – Angelica
- Annton Berry Jr. – Kai
- Verda Bridges – Chandra
- Destiny Brownridge – Maya
- Brian Copeland – Lee